# 24 Hours a Day
«24 Hours a Day» —en español: «Veinticuatro horas al día»— es una canción de hard rock compuesta por el cantante y guitarrista Rik Emmett.  Se encuentra originalmente en el álbum debut homónimo de la banda canadiense de hard rock Triumph, publicado en 1976 por Attic Records.

## Lanzamiento y contenido
Este tema fue lanzado solamente en Canadá como el primer sencillo de Triumph en 1976, después de haber firmado contrato con Attic Records un año antes.   En la cara B de este vinilo se incluyó la melodía «Street Fighter» —traducido del inglés: «Peleador callejero»—, escrita por Gil Moore.
Al año siguiente, «24 Hours a Day» fue adherido en el sencillo «Bringing It On Home» como tema secundario.
La canción comienza con el sonido de la guitarra de doce cuerdas y la voz de Rik Emmett, seguido con unos riffs de guitarra eléctrica y el canto de Gil Moore, siendo este último quién vocaliza en el resto de la pista.

## Versión promocional
En la edición de promoción de «24 Hours a Day» se numeró el tema homónimo en ambos lados de vinilo, sin embargo, uno de ellos contiene una versión más corta que la normal.

## Lista de canciones

### Versión comercial
| Cara A |                  |              |                    |          |  |
| N.º    | Título           | Escritor(es) | Voz principal      | Duración |  |
| 1.     | «24 Hours a Day» | Rik Emmett   | Emmett / Gil Moore | 4:28     |  |

| Cara B |                  |              |               |          |  |
| N.º    | Título           | Escritor(es) | Voz principal | Duración |  |
| 2.     | «Street Fighter» | Gil Moore    | Rik Emmett    | 3:28     |  |
| 7:56   |                  |              |               |          |  |

### Edición promocional
| Cara A |                                   |              |                |          |  |
| N.º    | Título                            | Escritor(es) | Voz principal  | Duración |  |
| 1.     | «24 Hours a day» (edición normal) | Rik Emmett   | Emmett / Moore | 4:28     |  |

| Cara B |                                  |              |               |          |  |
| N.º    | Título                           | Escritor(es) | Voz principal | Duración |  |
| 2.     | «24 Hours a Day» (versión corta) | Rik Emmett   | Gil Moore     | 2:59     |  |
| 7:27   |                                  |              |               |          |  |

## Créditos
- Rik Emmett — voz principal, guitarra acústica de doce cuerdas, guitarra eléctrica y coros
- Gil Moore — voz principal, batería y coros
- Mike Levine — bajo y coros